# Anglický voláč
Anglický voláč, též anglický voláč velký, je plemeno holuba domácího. Jedná se o  výstavní plemeno holubů, které je díky své impozantní postavě a prošlechtěnosti tvarů označován též jako král voláčů.
Anglický voláč je typickým zástupcem vysonohohých voláčů: je to velký holub s útlou, dlouhou a vzpřímenou postavou, velkým voletem a dosti dlouhýma nohama. Cílem chovu je dokonalost tělesných tvarů a harmonické sladění jednotlivých částí těla. Hlava anglického voláče se nijak zvlášť neliší od hlavy holuba skalního, jen čelo je mírně vyšší. Oči jsou oranžové, v bílém peří vikvové. Krk je velmi dlouhý a tvoří podklad pro velké, kulovité a ve své dolní části dobře podvázané vole. Hruď je štíhlá, záda úzká a dlouhá, křídla jsou dlouhá, sevřená a nad ocasem překřížená. Nohy jsou dlouhé, vyrůstají jakoby z jednoho místa a jsou rozbíhavé, běháky jsou jemné, opeřené, ale rousky jsou spíše řidší a kratší, supí pera zcela chybí. Délka těla velkého anglického voláče je až 48 cm. Co se vzhledu týče je stejný anglický voláč zakrslý, který je však o třetinu menší a patří proto mezi malé vysokonohé voláče, společně s voláčem brněnským. Podobné plemeno je francouzský voláč, který nemá opeřené běháky a prsty.
Na barvu opeření se neklade až takový důraz. Anglický voláč se chová v bílé barvě, ostatní barevné rázy mají tzv. anglickou kresbu: na barevném voleti je bilý půlměsíc, který končí asi 2 cm od očí, bílé jsou i ruční letky, rozety tvořené bílými peříčky na ramínkách a spodní část těla od poloviny hrudní kosti k ocasu. Ocas je barevný, u červených a žlutých holubů světlý.
Chov anglických voláčů je poměrně náročný, lepších výsledků je dosahováno při použití chůvek.

## Galerie

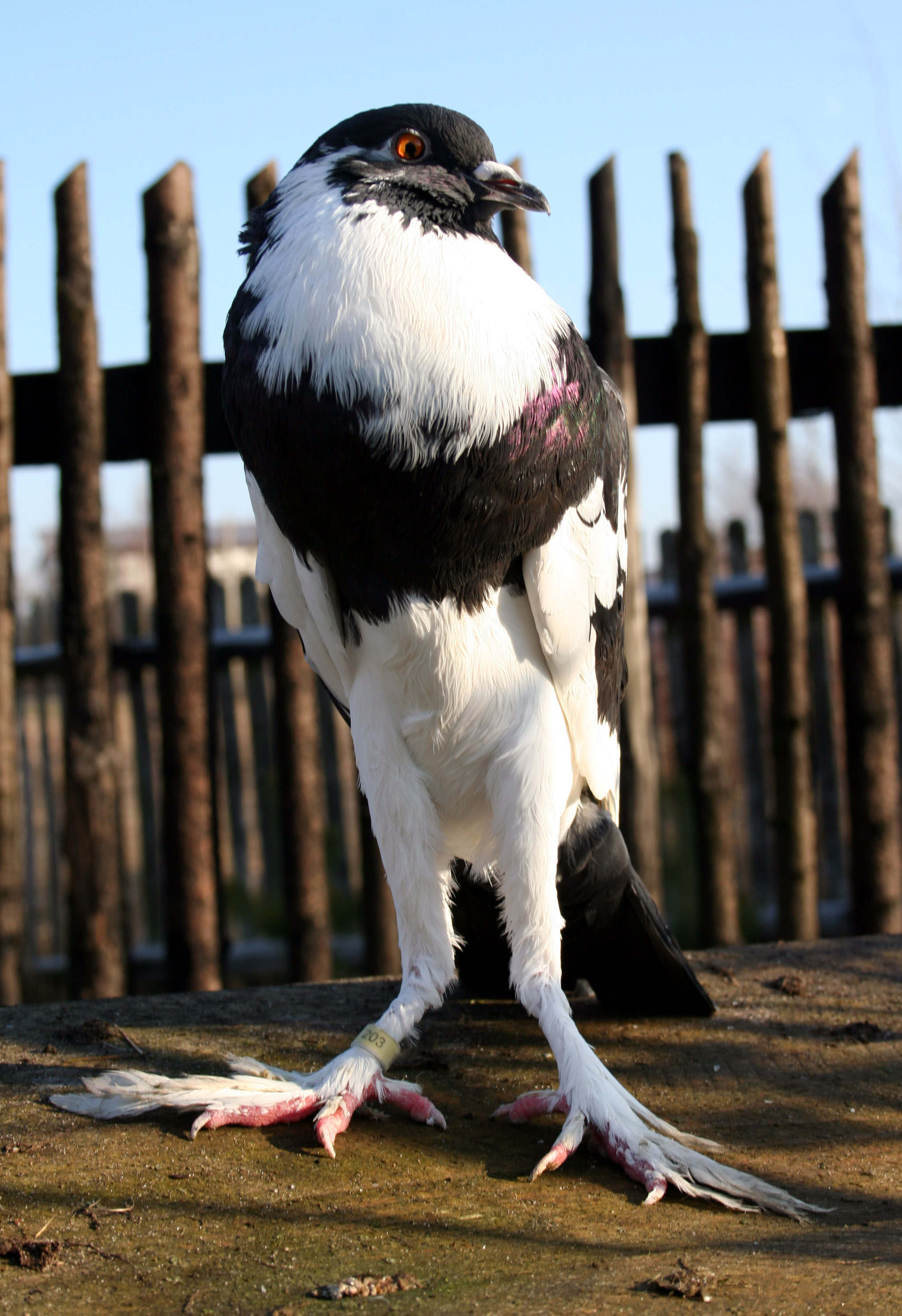
Anglický voláč černý zepředu s rozbíhavýma nohama
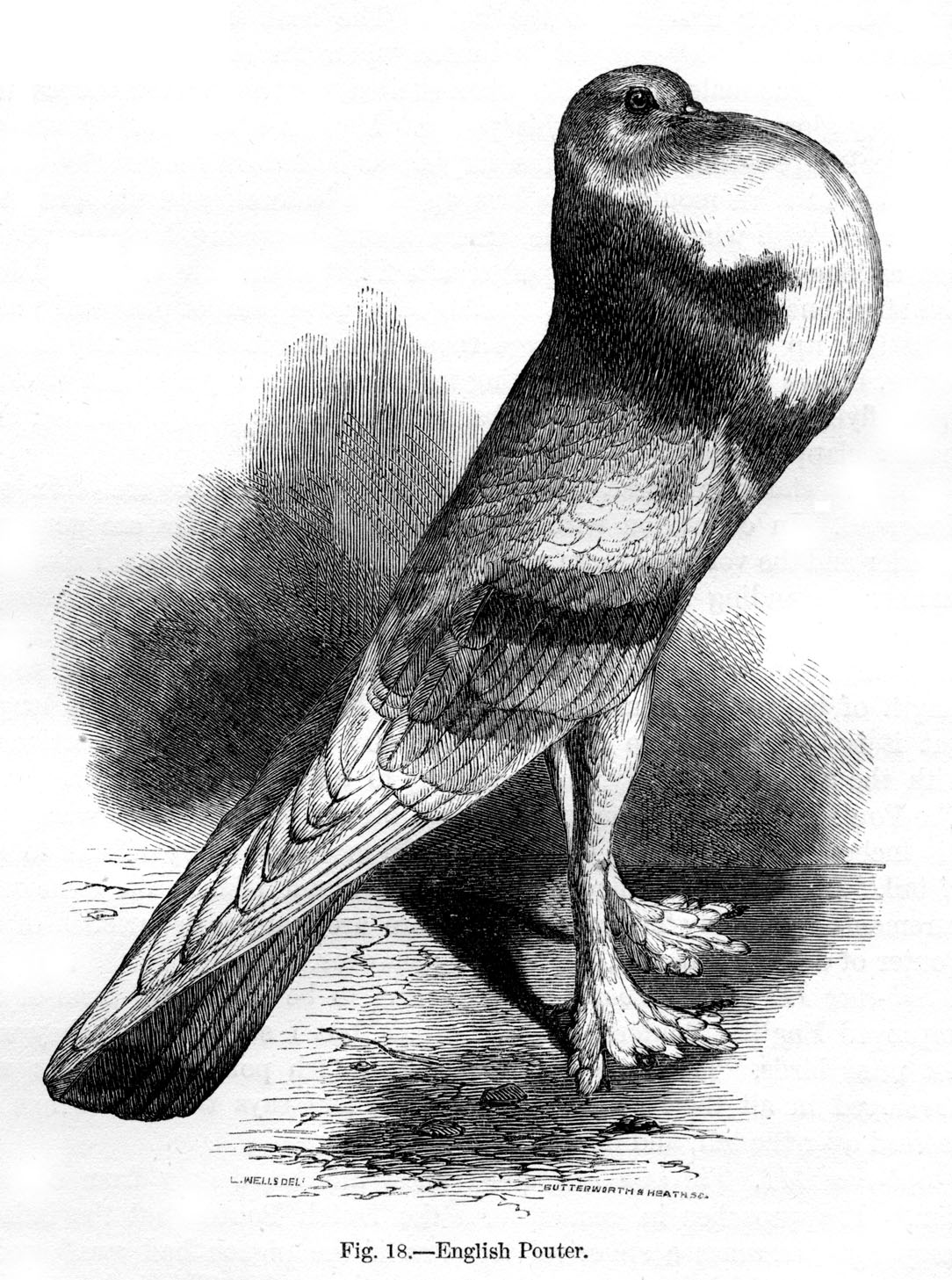
Kresba typického anglického voláče